# Witham (circonscription britannique)
Circonscription parlementaire de la Chambre des communes
La circonscription de Witham est une circonscription située dans l'Essex, et représentée à la Chambre des communes du Parlement britannique depuis 2010 par Priti Patel du Parti conservateur.

## Géographie
La circonscription comprend:
- La ville de Witham

## Députés
Les Members of Parliament (MPs) de la circonscription sont:
| Législature                             | Années        | Député | Député      | Parti        |
| --------------------------------------- | ------------- | ------ | ----------- | ------------ |
| Witham issue de Braintree et Colchester |               |        |             |              |
| 55e                                     | 2010–2015     |        | Priti Patel | Conservateur |
| 56e                                     | 2015–2017     |        | Priti Patel | Conservateur |
| 57e                                     | 2017–2019     |        | Priti Patel | Conservateur |
| 58e                                     | 2019–2024     |        | Priti Patel | Conservateur |
| 59e                                     | 2024–en cours |        | Priti Patel | Conservateur |

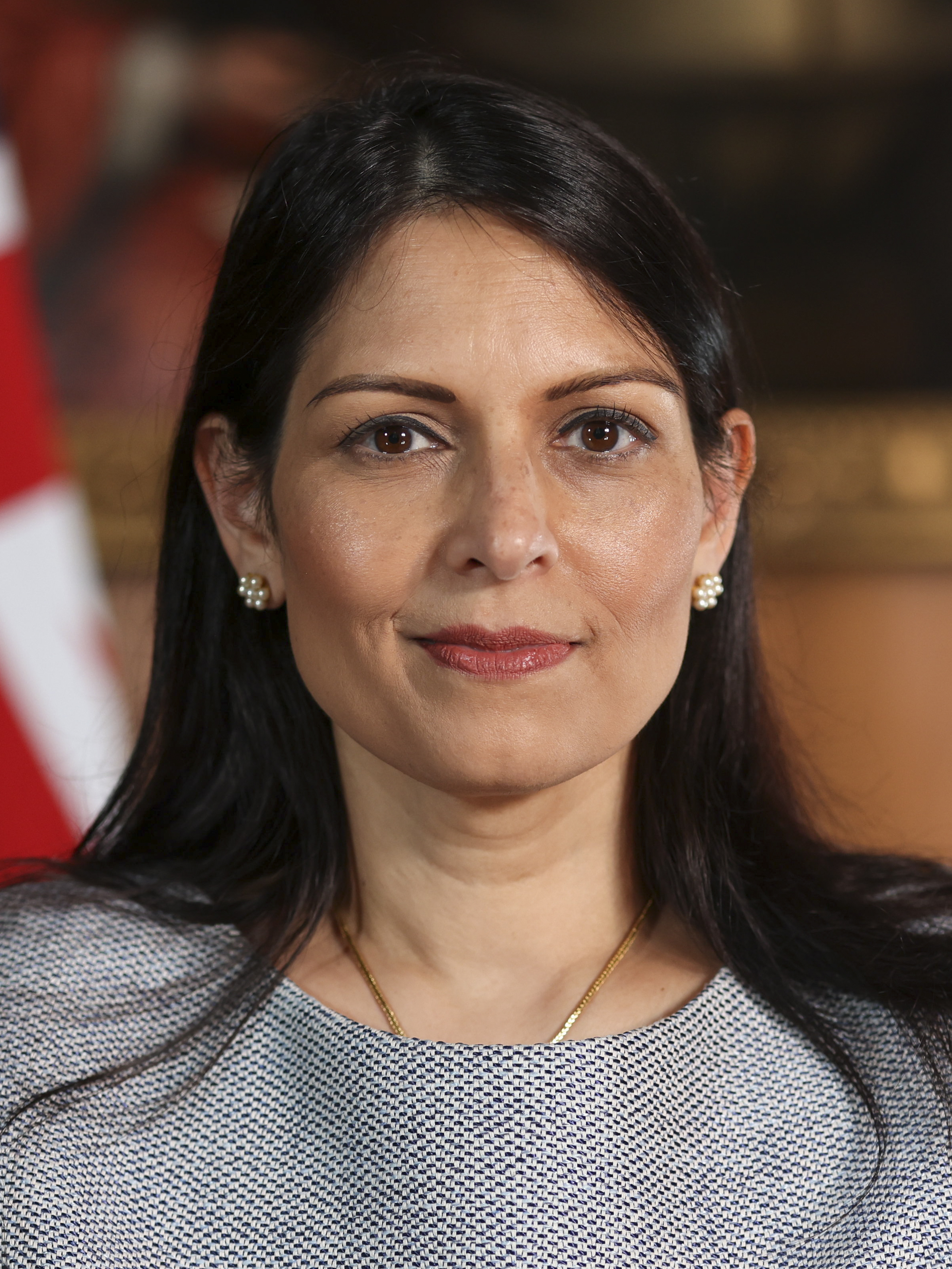
Priti Patel (2010-en cours)